# Список награждённых орденом Суворова I степени
В списке приведены все награждённые орденом Суворова I степени в алфавитном порядке.
Иностранные граждане приведены в конце списка персоналий  отдельно. Военные учебные заведения отдельно. Советские офицеры, направленные для прохождения службы в Войско Польское, указаны в общем списке.

## Награждённые персоналии

### Советские
| А - Алексеев Дмитрий Фёдорович - Анисимов Николай Петрович - Антипенко Николай Александрович - Антонов Алексей Иннокентьевич - Аполлонов Аркадий Николаевич Б - Бабаджанян Амазасп Хачатурович - Баграмян Иван Христофорович - Баранов Виктор Кириллович - Барсуков Михаил Михайлович - Батов Павел Иванович - Бахметьев Дмитрий Дмитриевич - Белобородов Афанасий Павлантьевич - Белов Иван Михайлович - Белов Павел Алексеевич - Берзарин Николай Эрастович - Бескин Израиль Соломонович - Бирюзов Сергей Семёнович - Бирюков Николай Иванович - Бобрук Сергей Антонович - Богаткин Владимир Николаевич - Богданов Семён Ильич - Боголюбов Александр Николаевич - Болдин Иван Васильевич - Брайко Пётр Игнатьевич - Будённый Семён Михайлович - Букштынович Михаил Фомич - Булганин Николай Александрович - Булычёв Иван Тимофеевич - Буховец Георгий Клементьевич - Быховский Абрам Исаевич В - Ванников Борис Львович - Варенцов Сергей Сергеевич - Василевский Александр Михайлович - Ватутин Николай Фёдорович - Вершинин Константин Андреевич - Виноградов Василий Иванович (генерал) - Вольский Василий Тимофеевич - Воробьёв Михаил Петрович - Ворожейкин Григорий Алексеевич - Воронов Николай Николаевич - Ворошилов Климент Ефремович - Вострухов Владимир Иванович Д - Данилов Алексей Ильич - Дегтярёв Василий Алексеевич - Дегтярев Георгий Ермолаевич - Дрёмов Иван Фёдорович - Духанов Михаил Павлович Е - Елян Амо Сергеевич - Ерёменко Андрей Иванович Ж - Жадов Алексей Семёнович - Жданов Андрей Александрович - Жданов Василий Николаевич - Жданов Владимир Иванович - Желтов Алексей Сергеевич - Жмаченко Филипп Феодосьевич - Жуков Георгий Константинович - Журавлёв Евгений Петрович З - Заев Дмитрий Иванович - Зальцман Исаак Моисеевич - Захаров Георгий Фёдорович - Захаров Матвей Васильевич - Захватаев Никанор Дмитриевич И - Иванов, Владимир Дмитриевич (генерал) - Иванов, Пётр Алексеевич (военачальник) - Иванов, Семён Павлович (генерал) - Ильюшин, Сергей Владимирович К - Казаков Василий Иванович - Казаков Михаил Ильич - Калинин Пётр Захарович - Камера Иван Павлович - Каравацкий Афанасий Зиновьевич - Кариофилли Георгий Спиридонович - Катуков Михаил Ефимович - Климов Владимир Яковлевич - Коблов Григорий Петрович - Кобулов Богдан Захарович - Ковалёв Иван Владимирович - Ковалёв Михаил Прокофьевич - Ковпак Сидор Артемьевич - Кожухов Леонид Иустинович - Колганов Константин Степанович - Колпакчи Владимир Яковлевич - Конев Иван Степанович | - Коровников Иван Терентьевич - Корольков Павел Михайлович - Коротеев Константин Аполлонович - Коротченко Демьян Сергеевич - Корчиц Владислав Викентьевич - Костылев Владимир Иванович - Котин Жозеф Яковлевич - Кравченко Андрей Григорьевич - Крайнюков Константин Васильевич - Красовский Степан Акимович - Крейзер Яков Григорьевич - Круглов Сергей Никифорович - Крупский Иван Васильевич - Крутиков Алексей Николаевич - Крылов Николай Иванович - Крюков Владимир Викторович - Кузнецов Василий Иванович - Кузнецов Фёдор Федотович - Курасов Владимир Васильевич - Куркин Алексей Васильевич - Курочкин Павел Алексеевич - Курсаков Павел Трофимович Л - Лавочкин, Семён Алексеевич - Лагунов, Феофан Николаевич - Латр де Тассиньи, Жан де - Лелюшенко, Дмитрий Данилович - Леселидзе, Константин Николаевич - Лисинов, Виктор Богданович - Литтлтон, Оливер - Лобанок, Владимир Елисеевич - Лучинский, Александр Александрович - Людников, Иван Ильич - Лямин, Николай Иванович М - Макаров Василий Емельянович - Максарёв Юрий Евгеньевич - Маландин Герман Капитонович - Малинин Михаил Сергеевич - Малиновский Родион Яковлевич - Малышев Вячеслав Александрович - Манагаров Иван Мефодьевич - Масленников Иван Иванович - Мельник Кондрат Семёнович - Мельников Иван Иванович (1905—1995) - Мерецков Кирилл Афанасьевич - Мехлис Лев Захарович - Микулин Александр Александрович - Миронов Павел Васильевич - Митрофанов Василий Андреевич - Михалкин Михаил Семёнович - Михельсон Николай Николаевич - Морозов Иван Осипович - Москаленко Кирилл Семёнович Н - Надысев Георгий Семёнович - Науменко Николай Фёдорович - Неверов Константин Павлович - Неделин Митрофан Иванович - Ниловский Сергей Фёдорович - Новиков Александр Александрович - Новиков Николай Александрович О - Обухов Виктор Тимофеевич - Огарков Николай Васильевич - Одинцов Георгий Федотович - Озеров Фёдор Петрович - Орёл Григорий Николаевич - Осликовский Николай Сергеевич П - Панов Михаил Фёдорович - Панфилов Алексей Павлович - Папивин Николай Филиппович - Перхорович Франц Иосифович - Петров Иван Ефимович - Пилипенко Антон Петрович - Плиев Исса Александрович - Покровский Александр Петрович - Поленов Виталий Сергеевич - Полуэктов Георгий Васильевич - Пономаренко Пантелеймон Кондратьевич - Поплавский Станислав Гилярович - Попов Алексей Фёдорович - Попов Василий Степанович - Попов Маркиан Михайлович - Провалов Константин Иванович - Пуркаев Максим Алексеевич - Пухов Николай Павлович Р - Радзиевский Алексей Иванович - Разуваев Владимир Николаевич - Рейтер Макс Андреевич - Родин Алексей Григорьевич | - Рокоссовский Константин Константинович - Романенко Прокофий Логвинович - Романовский Владимир Захарович - Ротмистров Павел Алексеевич - Руденко Сергей Игнатьевич - Рыбалко Павел Семёнович С - Савельев Михаил Иванович - Самсонов Фёдор Александрович - Сандалов Леонид Михайлович - Сверчевский Кароль - Свиридов Владимир Петрович - Сивков Аркадий Кузьмич - Симоняк Николай Павлович - Скрипко Николай Семёнович - Смородинов Иван Васильевич - Соколов Сергей Леонидович - Соколовский Василий Данилович - Сокольский Александр Кузьмич - Сталин Иосиф Виссарионович - Стариков Филипп Никанорович - Стаханов Николай Павлович - Стрельбицкий Иван Семёнович - Строкач Тимофей Амвросиевич - Субботин Никита Егорович - Судец Владимир Александрович - Сусайков Иван Захарович Т - Танасчишин Трофим Иванович - Телегин Константин Фёдорович - Телегин Николай Иванович - Тер-Гаспарян Геворк Андреевич - Тимошенко Семён Константинович - Токарев Борис Кузьмич - Толбухин Фёдор Иванович - Толстиков Олег Викторович - Трофименко Сергей Георгиевич У - Упман Карл Иванович - Устинов Дмитрий Фёдорович Ф - Фалалеев Фёдор Яковлевич - Федоренко Яков Николаевич - Фёдоров Алексей Фёдорович - Федюнинский Иван Иванович - Фирсович Александр Николаевич - Фомин Николай Сергеевич Х - Хетагуров Георгий Иванович - Хлебников Николай Михайлович - Хозин Михаил Семёнович - Холостяков Георгий Никитич - Хрулёв Андрей Васильевич - Хрущёв Никита Сергеевич - Хрюкин Тимофей Тимофеевич - Худяков Сергей Александрович Ц - Цанава Лаврентий Фомич - Цветаев Вячеслав Дмитриевич Ч - Чанчибадзе Порфирий Георгиевич - Чернышёв Василий Ефимович - Черняховский Иван Данилович - Черокманов Филипп Михайлович - Чибисов Никандр Евлампиевич - Чистяков Иван Михайлович - Чистяков Михаил Николаевич - Чуйков Василий Иванович Ш - Шалин Михаил Алексеевич - Шапошников Борис Михайлович - Шарохин Михаил Николаевич - Шахурин Алексей Иванович - Швецов Василий Иванович - Шикин Иосиф Васильевич - Шиманов Николай Сергеевич - Шлёмин Иван Тимофеевич - Штевнёв Андрей Дмитриевич - Штеменко Сергей Матвеевич - Штыков Терентий Фомич - Шумилов Михаил Степанович Щ - Щербаков Александр Сергеевич - Щербаков Владимир Иванович Ю - Юшкевич Василий Александрович - Ющук Иван Иванович Я - Ягодин Михаил Данилович - Яковлев Александр Сергеевич - Яковлев Николай Дмитриевич |

### Иностранные
| Б - Броз Тито, Иосип - Брук Алан - Брэдли, Омар В - Василиу-Рэшкану, Константин - Велчев, Дамян И - Ионеску, Эммануил Й - Йованович Арсо К - Кёниг Мари Жозеф Пьер Франсуа - Кларк Марк Уэйн | М - Макнерни Джозеф Тэггэрт - Маринов Иван - Маршалл Джордж - Монтгомери, Бернард Лоу Н - Нородом Сианук - Нородом Сурамарит П - Попович Коча - Пхумипон Адульядет Р - Ранкович Александр С - Стойчев Владимир | - Свобода, Людвик Т - Тови Джон Ф - Фрэзер Брюс Х - Хайле Селассие - Харольд Александер - Харрис Артур - Ходжа Энвер - Ходжес Кортни Хикс - Хорлогийн Чойбалсан Э - Эйзенхауэр Дуайт Дэвид - Эйткен Уильям, 1-й барон Бивербрук |

## Награжденные организации
- Военная академия Генерального штаба Вооружённых сил Российской Федерации
- Военная академия имени М. В. Фрунзе
- Военная академия РВСН имени Петра Великого

- Общевойсковая академия Вооружённых Сил Российской Федерации